# バハラーム2世
バハラーム2世（Bahram II, ? - 293年）は、サーサーン朝第5代君主（シャーハーン・シャー、在位：276年 - 293年）。先代バハラーム1世の息子である。アラビア文字表記では بهرام Bahrām と書かれる。3年で先王が亡くなったため、まだ10代前半であった。
バハラーム2世は統治の初期には暴君的であり、主要な貴族たちに愛想をつかされ、そのため暗殺計画が持ち上がりかけたと言われている。司祭のトップが仲介し、王を説得、行いを改めさせた。そして残りの統治期間は賢明さと寛容が光ったといわれ、どの階級からも支持を受けたという。

## 政権基盤
バハラーム1世の時にはアルメニア王になることによって納得したナルセだったが、自分の名と肖像を刻印した貨幣を独自に発行する。貨幣の発行はサーサーン朝の君主にしか認められておらず、事実上の独立宣言だった。しかしナルセを討つことは容易ではなく、しばらくは放任しておかざるを得なかった。
この強力な叔父の存在もあって、舅であるメセネ王シャープールとゾロアスター教のカルティールの2人の力で政権を固めた。シャープールは、諸王の筆頭であるアルメニアの王をもしのぐハルグベドという称号を与えられ、帝国で第2位の地位を得る。バハラーム2世が発行した貨幣では、皇帝だけでなく王妃と皇太子、つまりシャープールの娘と孫も共に刻印された。
一方のカルティールは最大の権力を得た聖職者となる。彼は平民出身にもかかわらず大貴族の列に加えられ、帝国全土におけるモーベド（祭司長）兼判事、帝国の故地イスタフル（en:Istakhr）のアナーヒター寺院の管理者兼主監に任命された。さらに、｢アフラマズダ神のモーベド｣、｢バハラームの魂を救う者｣という最高級の称号も与えられ、宗教界で並ぶ者のない存在となった。

## 対ローマ戦争、西方外交
282年、ローマ皇帝マルクス・アウレリウス・カルスがユーフラテス川を越えてメソポタミアに復讐にやってきた。バハラーム2世は東方アフガニスタンの反乱に処するのが手一杯で、これに対処することが出来なかった。メソポタミア一帯は破壊・略奪され、セレウキアやクテシフォンもローマ軍によって占拠された。しかし、幸運にもカルスは落雷によって事故死（暗殺説もある）。
これによってローマは軍を引き、カルスの息子のヌメリアヌスは和を結んだ。しかし286年、ディオクレティアヌス帝はペルシア戦争を開始する。ペルシアの領域に行軍し、アルメニアの王子ティリダテス（en:Tiridates III of Armenia）がペルシアに反旗を翻したのを支援するためであった。幾度か戦線を交えた後、アルメニアは自由化され、ティリダテスは独立を宣言した。
ティリダテスは彼の治世中、更なる成功を収めた。ペルシアの2個軍隊を会戦で破り、重要な守備拠点を抜いた。これにより疑いようのないアルメニアの支配者となり、ペルシアによって隔たれていたアルメニアの国境も渡り、事実上のペルシア領で象徴的な勝利を収めた。
東方情勢の混迷もあって、バハラーム2世はローマ側に非常に有利な休戦協定を結んだ。この協定は軍部の大きな反感を買い、特にアルメニアを死守したにもかかわらずローマ側に西部アルメニアを割譲させられることになったナルセを激怒させた。ナルセの勢力を削ぐために、あえてローマ側に有利な講和条約を結んだとも考えられなくもない。

## 対サカ・クシャーン、東方外交
帝国の東方では、バハラーム2世の兄弟（従兄弟という説もある）ホルミズドが、サカ、クシャーン、ギーラーンの諸民族を糾合して大規模な反乱を起こし、治世末期まで悩まされることになった。ローマ皇帝カルスの年代記にホルミズドは「サカの王オルミエス」という名で登場する。ホルミズドは自分の貨幣を発行し、「クシャーンのシャーハーンシャー」という称号を刻んだ。ナルセと違い、ローマという強国に挟まれていないこともあって、ホルミズドは長期にわたって東方をかき乱すことになる。
東方全域を飲み込んだ反乱をようやく鎮圧すると、バハラーム2世は皇太子バハラームをサカの王に任命し、その後まもなく没した。